# Уилям Патрик Хитлер
Уилям Патрик Хитлер (на английски: William Patrick Hitler) е племенник на германския нацистки лидер Адолф Хитлер. Работи в Германия и по-късно емигрира в Америка през 1939 г., където получава американско гражданство. Син е на брата на Адолф Хитлер, Алоис Хитлер младши и ирландката Бриджит Даулинг.

## Биография
Уилям Патрик Хитлер е роден в квартал „Токстет парк“ на Ливърпул, син на Алоис Хитлер младши и ирландката Бриджит Даулинг. Запознават се в Дъблин, когато Алоис живее там през 1909 г., а през 1910 г. те се женят в Мерилебон в Лондон и се преместват на север в Ливърпул, където Уилям Патрик Хитлер е роден през 1911 г.
Семейството живее в апартамент на улица 102 Upper Stanhope, която е унищожена при последната немска въздушна атака на 10 януари 1942 г. Даулинг написва ръкопис, наречен „My Brother-in-Law Adolf“, в който тя твърди, че Адолф Хитлер се е преместил в Ливърпул с нея, оставайки от ноември 1912 до април 1913 г., за да избегне казарма в Австрия. Книгата до голяма степен се счита от биографите на Хитлер за фантастика. По това време Адолф пребивава в общежитието в Мелдеманщрасе.
През 1914 г. Алоис оставя Бриджит и техния син за хазартна обиколка на Европа. По-късно се завръща в Германия. Невъзможно да се свърже отново с тях, поради избухването на Първата световна война, Алоис изоставя семейството, оставяйки Уилям да бъде възпитан от майка си. Той отново се жени, но в средата на 1920-те години пише на Бриджит, с което я моли да изпрати Уилям на гости до Ваймарската република. Най-накрая тя се съгласява през 1929 г., когато Уилям е на 18 години. Алоис има друг син, Хайнц Хитлер, от немската си съпруга. Хайнц, за разлика от Уилям, става заклет нацист и през 1942 г. умира в съветски плен.

## В Нацистка Германия
През 1933 г. Уилям Патрик Хитлер се завръща вече в Нацистка Германия в опит да се възползва от изкачването на чичо си на власт. Адолф Хитлер му намира работа в Райхскритбанк в Берлин. По-късно Уилям работи в автомобилна фабрика на Opel, а по-късно като продавач на автомобили. Неудовлетворен от тези задачи, Уилям настоява от чичо си по-добра работа, като му пише със заплахи за изнудване, че ще продаде неудобни истории за семейството на вестниците, ако не се подобрят неговите „лични условия“.
През 1938 г. Адолф иска от Уилям да се откаже от британското си гражданство, в замяна на високопоставена работа. Очаквайки капан, Уилям бяга от Нацистка Германия. Той отново се опитва да изнуди чичо си със заплахи. Този път Уилям заплашва да съобщи на пресата, че предполагаемият дядо на Хитлер е всъщност еврейски търговец. Завръщайки се в Лондон, той пише статия за списание Look, озаглавена „Защо мразя чичо ми“. Уилям твърди, че се е завърнал за кратко в Германия през 1938 г. Не е известно какво точно е правил Уилям в края на 30-те години на ХХ век в Германия.

## Имиграция в Съединените щати
Уилям напуска Германия през януари 1939 г. и посещава Съединените щати заедно с майка си на лекционно турне по покана на издателя Уилям Рандолф Хърст. Той и майка му са блокирани в САЩ, когато избухва Втората световна война. След като написва специална молба до президента Франклин Рузвелт, Уилям в крайна сметка е освободен, за да се присъедини към американския военноморски флот през 1944 г. и се премества в Сънисайд, Куинс в Ню Йорк.
Уилям Патрик Хитлер служи във военноморските сили на Съединените щати по време на Втората световна война като математик фармацевт (определение по-късно става корпсман), до 1947 г. Той е ранен в битка по време на войната и награден с пурпурно сърце.

## След войната
След като е освободен от военноморския флот, Уилям Хитлер променя фамилното си име на Стюърт-Хюстън.
През 1947 г. Стюърт-Хюстън се жени за Филис Жан-Жак, родена в Германия в средата на 1920-те години. След като започват връзка, Уилям и Филис, заедно с Бриджит, се опитват да са анонимни в Съединените щати. Те се местят в Лонг Айлънд, където Уилям използва медицинското си обучение, за да установи бизнес, който анализира кръвни проби за болници. Неговата лаборатория, която той нарича Brookhaven Laboratories, е разположена в дома му, двуетажна къща на 71 Silver Street. Двамата имат четирима сина: Александър Адолф (1949 г.), Луи (1951 г.), Хауърд Роналд (1957 – 1989) и Брайън Уилям (1965 г.).
Уилям Стюърт-Хюстън почива на 14 юли 1987 г. в Ню Йорк. Погребан е до майка си, в гробището Корам, Ню Йорк. Вдовицата му, Филис Жан-Жак Стюърт-Хюстън, почива през 2004 г.
Хауърд Роналд Стюърт-Хюстън, специален агент в отдел „Наказателно разследване“ на службата за вътрешни приходи, загива при автомобилна катастрофа на 14 септември 1989 г., като не оставя деца.
Никой от синовете на Стюърт-Хюстън няма деца. Синът му Александър, който става социален работник, казва, че противно на спекулациите, няма съглашение, с което да се прекрати умишлено хитлеровата кръвна линия.